# Beanus

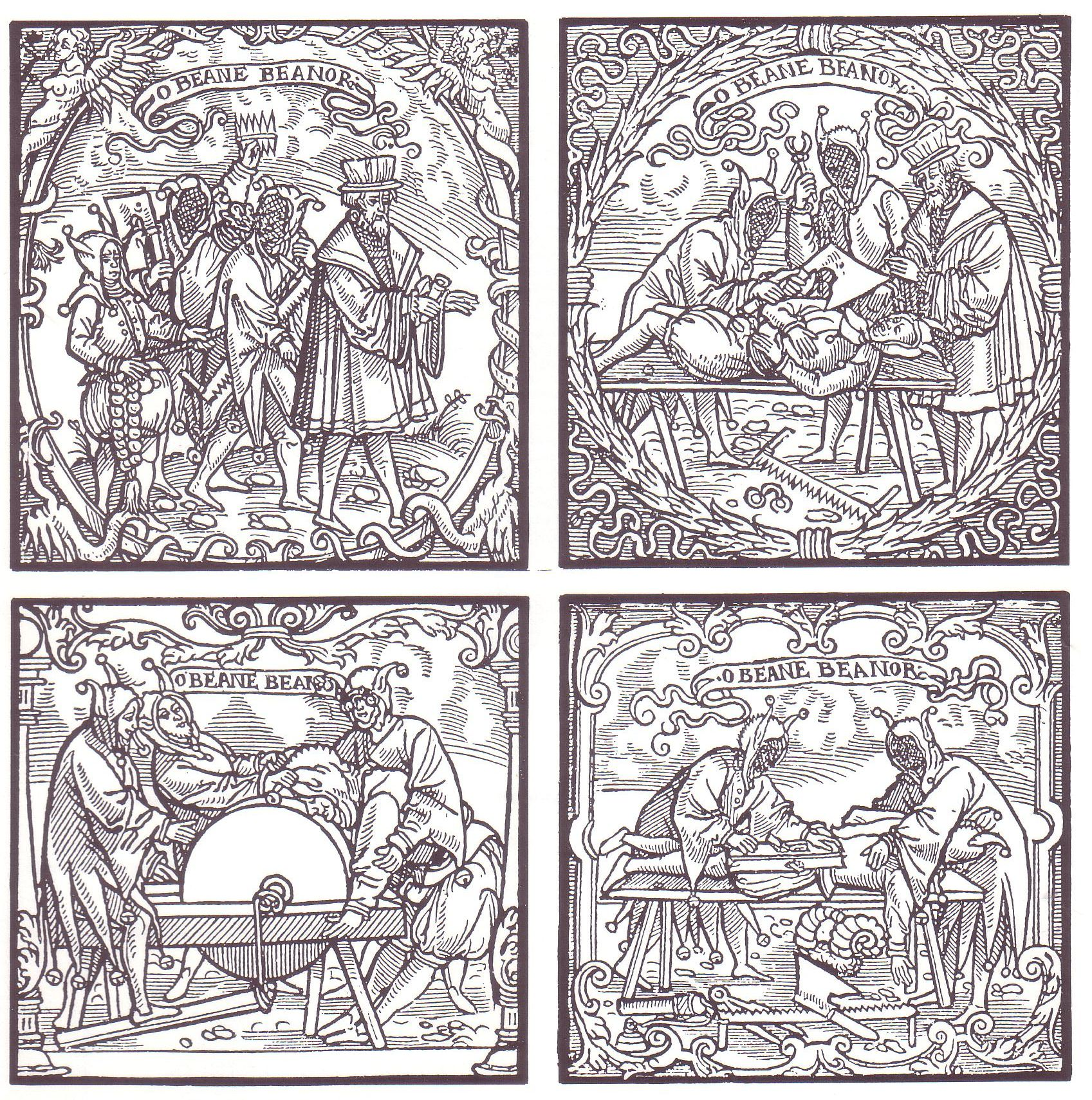
Einem Beanus werden die „Hörner“ abgeschliffen (16. Jahrhundert)

Beanus (aus franz. bec jaune = Gelbschnabel im Sinne von Anfänger) ist ein älterer Schüler, der noch nicht zur Universität geht, und entsprechend „ungehobelt“ ist. Zur immatriculatio oder zum Eintritt in die Universität ist eine depositio beanismi, ein Ablegen der Ungehobeltheit, erforderlich. Vielfach findet sich auch die Erklärung des Wortes als Akrostichon  Beanus Est Animal Nesciens Vitam Studiosorum (Beanus ist ein (tierisches) Wesen, das vom Leben der Studierenden keine Ahnung hat).